# Nabelschere der Kurfürstin Therese Kunigunde
Die Nabelschere der Kurfürstin Therese Kunigunde ist ein Instrument der Geburtshilfe und war zum Durchtrennen der Nabelschnur bestimmt. Sie wird seit 1924 in der Schatzkammer der Münchner Residenz aufbewahrt, zuvor in der Silberkammer.
Kurfürst Max Emanuel von Bayern schenkte die Schere seiner zweiten Gemahlin Therese Kunigunde von Polen, die von 1695 bis 1704 alljährlich ein Kind zur Welt brachte, zum Dreikönigsfest 1703. Ob die Schere neun Monate später bei der Geburt des Prinzen Johann Theodor zum praktischen Einsatz kam oder ob sie lediglich ein symbolisches Geschenk war, ist nicht überliefert. Bekannt ist hingegen, dass die Hebamme für diese Geburt trotz der Erschwernisse und Gefahren des Spanischen Erbfolgekriegs von Brüssel nach München anreiste.
Die in Deutschland aus Silber gefertigte Schere misst in der Länge 13 cm und ist in der Form eines Storches gestaltet. Der Schnabel übernimmt die eigentliche Scherenfunktion, die Beine dienen als Griffe (mit angesetzten Ringgriffen), und im Körper ist ein Wickelkind dargestellt. Mit dieser künstlerischen Gestaltung des Luxusobjekts griff der unbekannte Silberschmied die volkstümliche Überlieferung auf, wonach der Storch die Kinder bringe.